# Harold K. Claypool
Harold Kile Claypool (* 2. Juni 1886 in Bainbridge, Ross County, Ohio; † 2. August 1958 in Chillicothe, Ohio) war ein US-amerikanischer Politiker. Zwischen 1937 und 1943 vertrat er den Bundesstaat Ohio im US-Repräsentantenhaus.

## Werdegang
Harold Claypool war der Sohn des Kongressabgeordneten Horatio C. Claypool (1859–1921) und ein Cousin von John B. Peterson (1850–1944), der den Staat Indiana im US-Repräsentantenhaus vertrat. Er besuchte die öffentlichen Schulen seiner Heimat und studierte danach an der Ohio State University in Columbus. Anschließend arbeitete er im Verlagswesen. Dabei gab er das Hunter and Trader Magazine heraus. Zeitweise war er auch Beisitzer am Nachlassgericht (Deputy Probate Judge) im Ross County. Politisch schloss er sich, wie einst sein Vater, der Demokratischen Partei an.
Bei den Kongresswahlen des Jahres 1936 wurde Claypool im elften Wahlbezirk von Ohio in das US-Repräsentantenhaus in Washington, D.C. gewählt, wo er am 3. Januar 1937 die Nachfolge von Peter Francis Hammond antrat. Nach zwei Wiederwahlen konnte er bis zum 3. Januar 1943 drei Legislaturperioden im Kongress absolvieren. Bis 1941 wurden dort die letzten der New-Deal-Gesetze der Roosevelt-Regierung verabschiedet. Seit 1941 war auch die Arbeit des Kongresses von den Ereignissen des Zweiten Weltkrieges geprägt.
Im Jahr 1942 wurde Harold Claypool nicht wiedergewählt.  Nach dem Ende seiner Zeit im US-Repräsentantenhaus arbeitete er wieder in der Verlegerbranche. Außerdem handelte er mit Bürobedarfsartikeln. Zwischen 1944 und 1953 war er US Marshal für den südlichen Teil des Staates Ohio. Er starb am 2. August 1958 in Chillicothe, wo er auch beigesetzt wurde.